# Aleksandras Lileikis
Aleksandras Lileikis (10 de junho de 1907 - 26 de setembro de 2000) foi o chefe da Polícia de Segurança da Lituânia em Vilnius durante a ocupação nazista da Lituânia e um perpetrador do Holocausto na Lituânia. Ele assinou documentos entregando pelo menos 75 judeus para a Ypatingasis būrys, um esquadrão da morte colaboracionista lituano, também é suspeito de responsabilidade no assassinato de milhares de judeus lituanos. Após a ocupação soviética da Lituânia em 1944, ele fugiu para a Alemanha como deslocado. Recusado permissão para imigrar para os Estados Unidos por causa de seu passado nazista, ele trabalhou para a Central Intelligence Agency (CIA) no início dos anos 1950. Em 1955, seu segundo pedido de permissão para imigrar foi concedido e ele se estabeleceu em Norwood, Massachusetts, tornando-se cidadão naturalizado em 1976. Eli Rosenbaum, um investigador do Escritório de Investigações Especiais, descobriu evidências dos crimes de guerra de Lileikis; os procedimentos para sua desnaturalização foram abertos em 1994 e concluídos com a perda da cidadania americana de Lileikis. Ele voltou para a Lituânia, onde foi acusado de genocídio em fevereiro de 1998. Foi o primeiro processo de crimes de guerra nazistas no bloco pós-soviético da Europa. Ele morreu de ataque cardíaco em 2000 antes de um veredicto ser alcançado.

## Biografia
Aleksandras Lileikis nasceu em 10 de junho de 1907 em uma família de camponeses em Paprūdžia, no atual município do distrito de Kelmė. Ele frequentou o ginásio Žiburys em Kražiai e Escola de Guerra em Kaunas.  Em 1927, ele começou a estudar na Faculdade de Direito da Universidade Vytautas Magnus. Ele trabalhou para a polícia criminal e depois para o Departamento de Segurança do Estado. Em 1931–1934, ele trabalhou no departamento de interrogatório e foi vice do chefe da polícia de segurança em Marijampolė em 1934–1939. Ele foi promovido a tenente em 1938. 

## Segunda Guerra Mundial
Em 1939, quando a Lituânia ganhou Vilnius como resultado do Tratado de Assistência Mútua Soviético-Lituana, Lileikis tornou-se vice do comandante do distrito de Vilnius da Polícia de Segurança da Lituânia. Ele trabalhou na supressão da resistência polonesa na Lituânia  e investigou a morte do soldado russo Butayev, que fazia parte do pretexto oficial para o ultimato soviético à Lituânia.  Ele fugiu para a Alemanha em 1940 devido à ocupação soviética da Lituânia e solicitou a cidadania alemã em junho de 1941. 

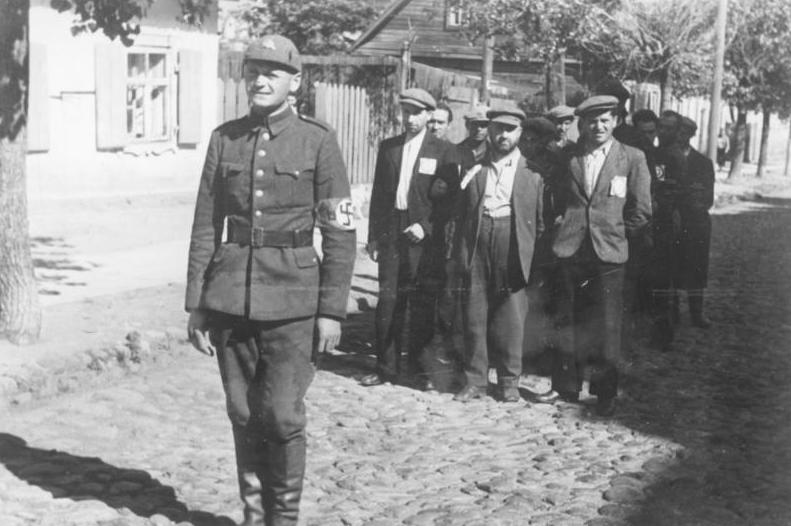
Colaborador lituano com prisioneiros judeus, julho de 1941

Em agosto de 1941, após a invasão alemã da União Soviética e a ocupação alemã da Lituânia, ele retornou à Lituânia e reorganizou a Polícia de Segurança Lituana em Vilnius (cerca de 130 homens) nas linhas da Gestapo de acordo com as instruções que recebeu na Alemanha, completas com um especial divisão (Komunistų-Žydų Skyrius) para lidar com "judeus e comunistas". A Polícia de Segurança da Lituânia tinha jurisdição sobre judeus escondidos, não-judeus que ajudavam judeus e judeus suspeitos de associações comunistas.  Normalmente, judeus fugitivos ou suspeitos eram presos pela polícia regular e entregues à polícia de segurança para investigação e interrogatório. A polícia de segurança então entregaria os judeus à polícia alemã ou Ypatingasis būrys, um esquadrão da morte colaboracionista lituano que assassinou cerca de 70.000 judeus na vizinha Ponary.   Atuando como um assassino de mesa, Lileikis assinou documentos entregando pelo menos 75 judeus a Ypatingasis būrys. Lileikis entendeu perfeitamente que os judeus seriam assassinados.  A Polícia de Segurança também lidou com os Partisans Soviéticos e a resistência polonesa. Por exemplo, um relatório de 16 de fevereiro a 21 de março de 1942 detalha que a polícia de segurança em Vilnius prendeu 319 pessoas e 137 delas foram enviadas para Ponary: 73 judeus, 23 comunistas, 14 membros da resistência polonesa, 20 falsificadores de documentos e 7 espiões. Os deveres relacionados a grupos não judeus aumentaram à medida que o número de judeus no Gueto de Vilnius diminuía e a resistência antinazista crescia.
Eli Rosenbaum, do Escritório de Investigações Especiais (OSI), parte do Departamento de Justiça, descreveu Lileikis como "um perpetrador de nível sênior do Holocausto". Neal Sher, ex-chefe da OSI, afirmou que Lileikis "foi tão significativo e provavelmente mais significativo do que alguém como Klaus Barbie" - que foi condenado por crimes contra a humanidade em 1987 - e "uma peça instrumental em uma roda de destruição em massa". Ele é suspeito de responsabilidade na morte de milhares a dezenas de milhares de judeus. 

## CIA e imigração para os Estados Unidos
Após a invasão do Exército Vermelho na Lituânia em 1944, Lileikis fugiu de volta para a Alemanha e se tornou uma pessoa deslocada. Em 1947, enquanto vivia em um campo em Bamberg, ele foi investigado por crimes de guerra pelo Comando de Investigação Criminal do Exército dos Estados Unidos, mas as autoridades tinham pouca documentação sobre crimes de guerra na Lituânia. Em 1950, Lileikis foi unanimemente recusado a permissão para emigrar para os Estados Unidos pela Comissão de Pessoas Deslocadas dos Estados Unidos "por causa de [suas] conhecidas simpatias nazistas"  e porque estava "sob o controle da Gestapo".  Ele foi recrutado para a Agência Central de Inteligência (CIA) em 1952, quando morava em Munique, descrito como membro da União Nacional da Lituânia.  Na época de seu recrutamento, a CIA sabia sobre suas atividades de guerra e provável cumplicidade em crimes de guerra:  seu arquivo afirmava que ele "era o chefe da Polícia de Segurança Lituana política em Vilna durante a ocupação alemã e que possivelmente estava relacionado com o fuzilamento de judeus em Vilna". Mas, no entanto, considerou que não havia "nenhuma informação depreciativa" sobre ele, e foi liberado para o serviço pela sede da CIA em 5 de março de 1953.  Lileikis tinha pouco interesse em espionagem e, em vez disso, estava interessado em usar seu trabalho de inteligência para obter permissão para imigrar para os Estados Unidos.  Ele recebeu $1.700 (equivalente a $18,600 em 2022) anualmente por seu trabalho de recrutamento de lituanos na Alemanha Oriental, tradução ocasional e trabalho de inteligência,  mas aparentemente não teve sucesso, pois a agência não o ajudou a imigrar para os Estados Unidos.  Ele pode ter ajudado outros colaboradores nazistas lituanos a obter empregos na CIA ou a imigrar para os Estados Unidos.  Em 1995, a CIA afirmou que "não havia evidências de que esta agência estivesse ciente de suas atividades durante a guerra". Esta declaração foi descrita como uma "distorção grosseira" pelo jornalista Eric Lichtblau. 
Em 1955, ele solicitou novamente permissão para imigrar para os Estados Unidos. Embora a CIA tenha passado informações negativas às autoridades de imigração dos Estados Unidos, seu pedido foi aceito sem explicação.   Lileikis e quatro outros subordinados também imigraram para os Estados Unidos.  Ele se estabeleceu em Norwood, Massachusetts e tornou-se um cidadão naturalizado em 1976. Lileikis estava envolvido na comunidade lituana nos Estados Unidos; ele frequentou uma igreja católica lituana e trabalhou como administrador para uma empresa de enciclopédias lituana, além de pintar casas para viver. Embora ele pudesse falar inglês, ele preferia sua língua nativa.  O historiador Timothy Naftali observa, "a presença deste assassino em massa na população em geral enviou um sinal aos colegas veteranos da polícia secreta na Lituânia ocupada pelos nazistas de que a América da Guerra Fria perdoava esses assassinatos". 

## Estados Unidos V.lileikis
No final de 1982, Lileikis foi mencionado em um telegrama de Berlim como um potencial criminoso de guerra e chefe da Polícia de Segurança da Lituânia, que tinha possíveis conexões com o Einsatzkommando 3, parte do Einsatzgruppen. Na mesma semana, outro lituano-americano o nomeou como colaborador nazista em uma entrevista. Isso atraiu a atenção de Eli Rosenblum, que trabalhava como investigador para o OSI. Após coletar informações sobre Lileikis, Rosenblum foi até sua residência para interrogá-lo. Lileikis admitiu sua liderança na Polícia de Segurança da Lituânia, mas negou seu envolvimento nos assassinatos, afirmando que havia feito apenas trabalhos de segurança de rotina. Lileikis afirmou ter ouvido rumores de que os alemães mataram judeus em Ponary, mas que isso foi feito sem a participação da Lituânia. 
No final de 1994, o OSI abriu um processo civil de desnaturalização contra ele, buscando retirar de Lileikis sua cidadania dos Estados Unidos sob a Seção 340(a) da Lei de Imigração e Naturalização,  que exige que os promotores distritais dos Estados Unidos abram processos civis contra naturalizados cidadãos suspeitos de mentir em seus documentos de imigração. Na época, Lileikis era a pessoa mais velha a ser submetida a tal ação. A CIA tentou impedir que o caso fosse arquivado, ameaçando não permitir a divulgação de alguns dos registros confidenciais no tribunal.  Descrevendo Lileikis como "um dos mais importantes colaboradores nazistas" a ser investigado pelos Estados Unidos, a OSI acusou Lileikis de mentir sobre suas atividades na Segunda Guerra Mundial em sua papelada de imigração. Lileikis se recusou a comentar as alegações à Associated Press e invocou a Quinta Emenda quando questionado pelos promotores.   Lileikis recusou-se a declarar até mesmo detalhes simples sobre sua vida, como sua data e local de nascimento. De acordo com a lei federal, a Quinta Emenda aplica-se apenas a processos criminais; a promotoria argumentou que Lileikis não deveria ter direito à proteção da Quinta Emenda porque não estava sujeito a processo criminal nos Estados Unidos. A defesa argumentou que Lileikis tinha um medo legítimo de ser processado na Lituânia e, portanto, não deveria ser obrigado a testemunhar.  
Em 1995, o juiz Richard Stearns do Tribunal Distrital dos Estados Unidos para o Distrito de Massachusetts determinou que Lileikis não tinha direito à proteção da Quinta Emenda porque o governo tinha uma "necessidade legítima de depoimento de uma testemunha" ao fazer cumprir "as leis orgânicas dos Estados Unidos ".   Em 16 de novembro, ele concedeu a moção da promotoria para obrigar o testemunho de Lileikis; como ele ainda se recusou a testemunhar, a promotoria apresentou outra moção em 18 de dezembro, buscando que as acusações às quais Lileikis se recusou a responder fossem admitidas, como se Lileikis as tivesse confessado. Esta moção foi concedida pelo tribunal em 9 de janeiro de 1996.  O historiador do Holocausto Yitzhak Arad e vários outros especialistas apresentaram declarações juramentadas junto com mais de mil páginas de documentos de arquivo relacionados à ocupação nazista da Lituânia, o Holocausto na Lituânia e atividades de Lileikis.  Em 24 de maio de 1996, Stearns o considerou responsável pela morte de dezenas de milhares de judeus.  O juiz observou que Lileikis estava "tentando virar a clássica Defesa de Nuremberg de cabeça para baixo, argumentando que 'eu estava apenas emitindo ordens'". Lileikis foi imediatamente desnaturalizado com o juiz afirmando que ele nunca deveria ter sido autorizado a entrar nos Estados Unidos. 

## Julgamento de genocídio na Lituânia
Lileikis deixou voluntariamente os Estados Unidos em 18 de junho de 1996, usando um passaporte lituano para voar para Vilnius. Autoridades dos Estados Unidos declararam que sua readmissão no país seria recusada, e as autoridades polonesas indicaram que ele poderia ser julgado na Polônia pelos assassinatos de judeus poloneses em Vilnius. A Lituânia indicou inicialmente que não seria processado devido à falta de testemunhas oculares.  Em 1997, ele disse ao jornal lituano Respublika que "todos nós éramos colaboradores - toda a nação, já que estava agindo de acordo com as leis nazistas" e reconheceu que havia cometido "erros". Lileikis publicou um livro de memórias em lituano antes de sua morte, que é uma fonte útil sobre sua vida, se não "totalmente precisa" sobre suas atividades na Segunda Guerra Mundial.  Ele alegou ser parte da resistência antinazista. A Lituânia demorou a processar Lileikis. Na época, o país buscou a adesão à OTAN e os Estados Unidos afirmaram que o julgamento de Lileikis e outros criminosos de guerra seria uma forte evidência de adesão aos "valores ocidentais", um pré-requisito para ingressar na aliança. A mensagem foi retransmitida pelo vice-presidente dos Estados Unidos Al Gore durante uma reunião com o presidente do Seimas em abril de 1997 e por trinta membros do Congresso em uma carta de novembro de 1997 ao presidente da Lituânia. 
Em 6 de fevereiro de 1998, Lileikis foi acusado do crime de genocídio por promotores lituanos. Foi o primeiro processo de crimes de guerra nazistas na Europa Oriental pós-soviética.  Ele compareceu ao tribunal em novembro de 1998, mas desmaiou logo após alguns minutos e foi levado em uma ambulância. Três leis especiais foram aprovadas para permitir a continuação do processo contra Lileikis e seu ex-vice Gimžauskas  (que havia deixado os Estados Unidos em 1995, enfrentando processos de desnaturalização).  Uma das mudanças permitiu evidências de vídeo durante os julgamentos de genocídio. Ele foi interrogado por vídeo em 23 de junho de 2000, mas após vinte minutos o processo foi interrompido por um médico assistente e Lileikis foi levado para um hospital. O Departamento de Justiça dos Estados Unidos e organizações judaicas o acusaram de fingir estar doente. O Centro Simon Wiesenthal acusou as autoridades lituanas de prolongar deliberadamente o julgamento na esperança de que Lileikis morresse de causas naturais antes de ser condenado. O julgamento foi amplamente divulgado na Lituânia.  Lileikis morreu de ataque cardíaco nas Clínicas Santara em Vilnius em 26 de setembro de 2000, ainda insistindo em sua inocência e que ele era a vítima.  Seu funeral no cemitério de Vaiguva foi frequentado por uma centena de pessoas, incluindo Mindaugas Murza, um nacionalista radical.